# Filipe Baravilala
Filipe Baravilala (25 novembre 1994) è un calciatore figiano, difensore del Suva.

## Carriera

### Club
Gioca dal 2016 nel Suva, nella massima serie figiana; nella OFC Champions League 2016 ha giocato 3 partite.

### Nazionale
Nel 2016 ha giocato 5 partite con la Nazionale Under-23.
Convocato per i Giochi della XXXI Olimpiade, esordisce da titolare nella prima partita persa per 8-0 contro la Corea del Sud. Gioca tutte e 3 le partite a cui la sua Nazionale prende parte.